# Myriopus salzmannii
Myriopus salzmannii är en strävbladig växtart som först beskrevs av Dc., och fick sitt nu gällande namn av Diane och Hilger. Myriopus salzmannii ingår i släktet Myriopus och familjen strävbladiga växter. Inga underarter finns listade i Catalogue of Life.